# Humoresque (filme)
Humoresque (bra: Acordes do Coração; prt: Fascinação) é um filme estadunidense de 1946, do gênero drama romântico, dirigido por Jean Negulesco, e estrelado por Joan Crawford e John Garfield. O roteiro de Clifford Odets e Zachary Gold foi baseado no conto "Humoresque: A Laugh on Life with a Tear Behind It" (1919), de Fannie Hurst.
A trama retrata a história do relacionamento entre um rapaz violinista e uma mulher mais velha. O conto de Hurst foi adaptado para o cinema anteriormente em 1920, em uma produção homônima.

## Sinopse
Paul Boray (John Garfield) é um brilhante violinista de origem judia que sacrifica amizades e família para sair do subúrbio e conquistar seus sonhos. Sua carreira em ascensão é patrocinada por Helen Wright (Joan Crawford), uma socialite glamorosa, carismática, rica e alcoólatra. Ignorada pelo marido Victor (Paul Cavanagh), Helen faz de Paul seu amante e protegido, e começa a se indispor com Esther Boray (Ruth Nelson), a mãe dominadora dele. Possessiva e ciumenta, Helen não consegue, porém, fazer frente à vontade de Paul e torna-se presa fácil de sentimentos de culpa por tê-lo roubado da mãe. Agora, resta a Paul decidir o que é mais importante para ele: a boa vida que ele leva ao lado de Helen, ou a música.

## Elenco
- Joan Crawford como Helen Wright
- John Garfield como Paul Boray
  - Bobby Blake como Paul (criança)
- Oscar Levant como Sid Jeffers
- J. Carrol Naish como Rudy Boray, o pai de Paul
- Joan Chandler como Gina
- Tom D'Andrea como Phil Boray
  - Tommy Cook como Phil (criança)
- Peggy Knudsen como Florence Boray
- Ruth Nelson como Esther Boray, a mãe de Paul
- Craig Stevens como Monte Loeffler
- Paul Cavanagh como Sr. Victor Wright
- Richard Gaines como Bauer, produtor de Paul
- John Abbott como Rozner
- Don McGuire como Teddy #2, dono do Teddy's Bar

## Produção
O filme é a segunda adaptação do conto, sendo a primeira uma versão silenciosa de 1920 dirigida por Frank Borzage. Foi o primeiro filme de Crawford depois de seu papel vencedor do Oscar em "Alma em Suplício", e seu terceiro para a Warner Bros., depois do fim de seu contrato com a Metro-Goldwyn-Mayer.
Em 15 de agosto de 1973, durante uma aparição no "The Tonight Show", Bobby Blake afirmou que não conseguiu produzir lágrimas durante uma de suas cenas, então John Garfield retirou todas as pessoas do set e começou a contar a ele sobre sua própria infância, a morte de sua mãe e o crescimento nas ruas do Bronx. A conversa teve o efeito desejado no jovem Blake, e ele conseguiu chorar e completar a cena.
Ao retratar o romance entre um violinista e uma dama da alta sociedade, o filme contrasta – com grande elegância e prazer por parte do diretor Negulesco – o estilo de vida dos miseráveis com aquele dos que possuem casas no campo, limusines e roupas caras.

## Recepção
Lawrence J. Quirk comentou: "Humoresque é, sem dúvida, o melhor desempenho de Crawford ... Sua habilidade foi perfeita, sua aparência adorável, suas emoções profundas".
Bosley Crowther, em sua crítica para o The New York Times, observou: "Certamente não há nada engraçado sobre o lacrimoso Humoresque ... É mais uma lamentação piegas sobre a desesperança do amor entre um violinista dedicado à arte e uma dama que vive sozinha ... Os Warners envolveram este caso lamentável em um cobertor de música de partir a alma que deveria torná-lo espiritualmente purgativo ... A música, devemos dizer, é esplêndida – e, se você apenas fechar os olhos para não ter que assistir o Sr. Garfield encostando seu rosto comovente naquele violino ou a Srta. Crawford se emocionando violentamente, ... você pode se divertir muito".
Segundo o crítico e historiador de cinema Ken Wlaschin, este é um dos dez melhores filmes de Joan Crawford e John Garfield. Já para Leonard Maltin, este é possivelmente o melhor momento da atriz.

### Bilheteria
De acordo com os registros da Warner Bros., o filme arrecadou US$ 2.281.000 nacionalmente e US$ 1.118.000 no exterior, totalizando US$ 3.399.000 mundialmente. O retorno lucrativo da produção foi de US$ 1.235.000.

## Trilha sonora
Franz Waxman orquestrou e conduziu a trilha sonora. O violinista Isaac Stern atuou como consultor musical, e o filme apresentou close-ups de suas mãos tocando violino, aparentando ser as mãos de John Garfield. Em algumas sequências, dois violinistas, invisíveis para a plateia, se colocavam atrás do ator, cujo casaco possuía um grande buraco na altura dos ombros. Um deles fazia os gestos do dedilhado, enquanto o outro cuidava do arco. Oscar Levant, que interpretou Sid Jeffers, era realmente um célebre pianista, e teve seus solos de piano utilizados na trilha sonora. Eric DeLamarter, ex-maestro associado e organista da Orquestra Sinfônica de Chicago, aparece no filme como o maestro da orquestra.
As obras musicais clássicas que são ouvidas no filme são:
1. "Humoresques Op.  101 No. 7, em Sol bemol maior" – de Antonín Dvořák
2. "Flight of the Bumblebee" – de Nikolai Rimsky-Korsakov
3. "Tristan und Isolde / Liebestod" – de Richard Wagner
4. "Symphonie espagnole" – de Édouard Lalo
5. "Romeu e Julieta" – de Piotr Ilitch Tchaikovski
6. "Concerto para Piano e Orquestra n.º 1" – de Piotr Ilitch Tchaikovski
7. "Concerto para Violino e Orquestra" – de Piotr Ilitch Tchaikovski
8. "Concerto para Violino" – de Johannes Brahms
9. "Sixteen Waltzes, Op. 39" – de Johannes Brahms
10. "Carmen Suites" – de Georges Bizet
11. "Zigeunerweisen" – de Pablo de Sarasate
12. "Concerto para Violino" – de Felix Mendelssohn Bartholdy
13. "Violin Concerto No. 2" – de Henryk Wieniawski
14. "Violin Sonata" – de César Franck
15. "Concerto para Piano" – de Edvard Grieg
16. "Piano Concerto No. 3" – de Sergei Prokofiev
17. "Золотой век Op. 22" – de Dmitri Shostakovich
18. "Sonata No. 1 em G menor" – de Johann Sebastian Bach

Outras músicas notáveis na produção foram:
1. "Embraceable You" – de George Gershwin & Ira Gershwin
2. "You Do Something to Me" – de Cole Porter
3. "What Is This Thing Called Love?" – de Cole Porter

A Columbia Masterworks lançou um álbum da trilha sonora do filme que consiste em quatro discos fonográficos de 78 rpm.
Em 1998, a Nonesuch Records lançou um álbum com as músicas do filme, gravado em 1997 em Londres e Nova Iorque, com a participação da violinista Nadja Salerno-Sonnenberg.

## Prêmios e homenagens
| Ano  | Cerimônia | Categoria            | Indicado     | Resultado | Ref.          |
| ---- | --------- | -------------------- | ------------ | --------- | ------------- |
| 1947 | Oscar     | Melhor trilha sonora | Franz Waxman | Indicado  | [ 20 ] [ 21 ] |

O filme foi reconhecido pelo Instituto Americano de Cinema na seguinte lista:
- 2002: 100 Anos...100 Paixões – Indicado

## Na cultura popular
"Humoresque" foi satirizado no programa de televisão "Second City Television" em 1981. O papel de Joan Crawford foi interpretado por Catherine O'Hara, e o papel de John Garfield foi interpretado pelo violinista Eugene Fodor.
Em 1998, a cantora Madonna lançou um vídeo para sua canção "The Power of Good-Bye" baseado em várias cenas do filme.